# Discografia di Lou Reed

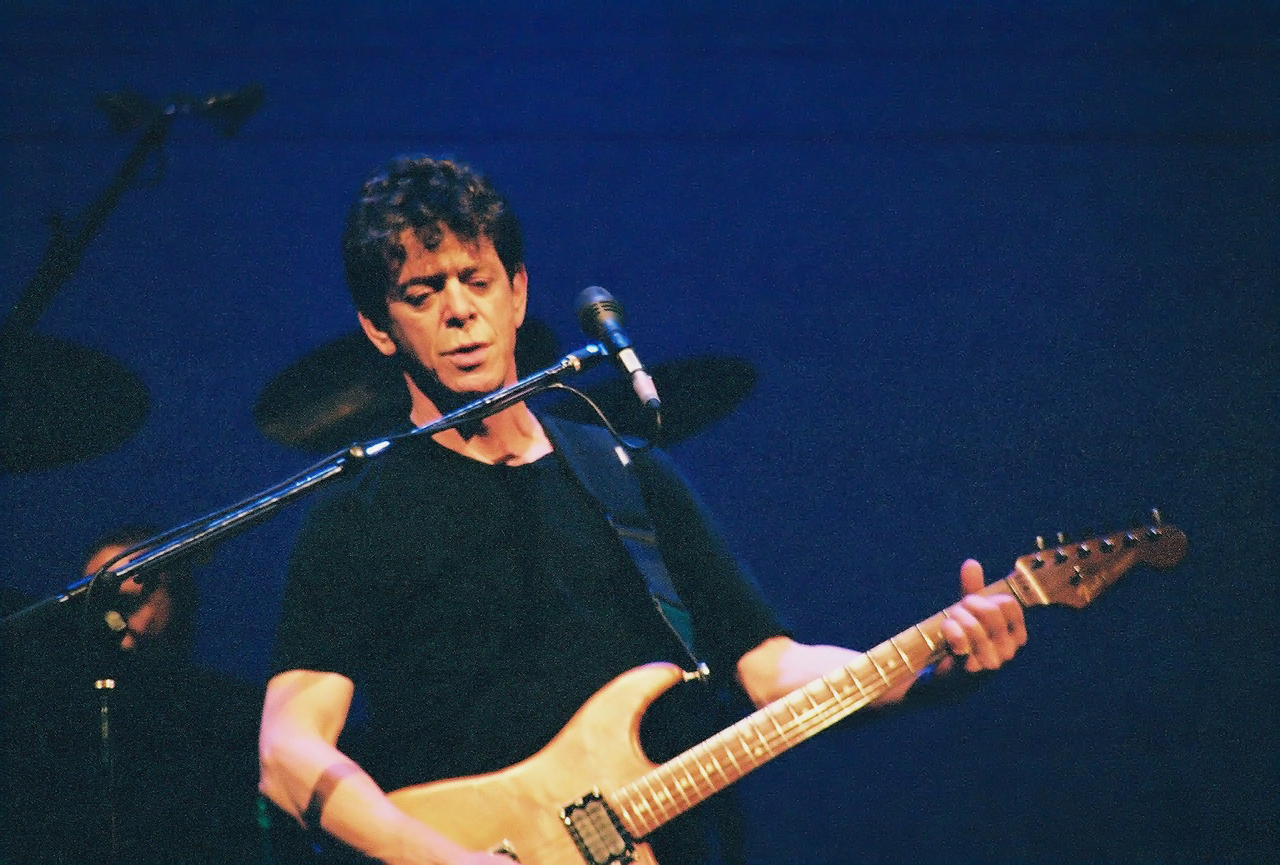
Lou Reed

La discografia della rockstar statunitense Lou Reed consiste in 22 album in studio, 13 album live, 15 album compilation, e 44 singoli; esistono inoltre 5 album video, e 11 video musicali.

## Album

### Studio
| Year                                                                                     | Title                             | Release Date                          | Label          | Peak chart positions | Peak chart positions | Peak chart positions | Certifications (sales thresholds)     |
| Year                                                                                     | Title                             | Release Date                          | Label          | US                   | UK                   | FR                   | Certifications (sales thresholds)     |
| ---------------------------------------------------------------------------------------- | --------------------------------- | ------------------------------------- | -------------- | -------------------- | -------------------- | -------------------- | ------------------------------------- |
| 1972                                                                                     | Lou Reed                          | June 1972                             | RCA Records    | 189                  | —                    | —                    |                                       |
| 1972                                                                                     | Transformer                       | December 1972                         | RCA Records    | 29                   | 13                   | —                    | - AUS: Gold - FR: Gold - UK: Platinum |
| 1973                                                                                     | Berlin                            | July 1973                             | RCA Records    | 98                   | 7                    | —                    | - UK: Silver                          |
| 1974                                                                                     | Sally Can't Dance                 | August 1974                           | RCA Records    | 10                   | —                    | —                    |                                       |
| 1975                                                                                     | Metal Machine Music               | July 1975                             | RCA Records    | —                    | —                    | —                    |                                       |
| 1976                                                                                     | Coney Island Baby                 | December 1975 (USA) January 1976 (UK) | RCA Records    | 41                   | 52                   | 12                   |                                       |
| 1976                                                                                     | Rock and Roll Heart               | October 1976 (USA) November 1976 (UK) | Arista Records | 64                   | —                    | —                    |                                       |
| 1978                                                                                     | Street Hassle                     | February 1978                         | Arista Records | 89                   | —                    | 20                   |                                       |
| 1979                                                                                     | The Bells                         | April 1979                            | Arista Records | 130                  | —                    | —                    |                                       |
| 1980                                                                                     | Growing Up in Public              | April 1980                            | Arista Records | 158                  | —                    | —                    |                                       |
| 1982                                                                                     | The Blue Mask                     | February 1982                         | RCA Records    | 169                  | —                    | 15                   |                                       |
| 1983                                                                                     | Legendary Hearts                  | March 1983                            | RCA Records    | 159                  | —                    | —                    |                                       |
| 1984                                                                                     | New Sensations                    | April 1984                            | RCA Records    | 56                   | 92                   | —                    |                                       |
| 1986                                                                                     | Mistrial                          | May 1986                              | RCA Records    | 47                   | 69                   | —                    |                                       |
| 1989                                                                                     | New York                          | January 1989                          | Sire Records   | 40                   | 14                   | 29                   | - USA: Gold - UK: Gold - FR: Gold     |
| 1990                                                                                     | Songs for Drella (with John Cale) | April 1990                            | Sire Records   | 103                  | 22                   | —                    |                                       |
| 1992                                                                                     | Magic and Loss                    | January 1992                          | Sire Records   | 80                   | 6                    | 48                   |                                       |
| 1996                                                                                     | Set the Twilight Reeling          | February 1996                         | Sire Records   | 110                  | 26                   | 17                   |                                       |
| 2000                                                                                     | Ecstasy                           | April 2000                            | Sire Records   | 183                  | 54                   | 48                   |                                       |
| 2003                                                                                     | The Raven                         | January 2003                          | Sire Records   | —                    | 122                  | 60                   |                                       |
| 2007                                                                                     | Hudson River Wind Meditations     | April 2007                            | Sounds True    | —                    | —                    | —                    |                                       |
| 2011                                                                                     | Lulu (with Metallica)             | October 2011                          | Warner Bros.   | 36                   | 36                   | 23                   |                                       |
| "—" denotes albums that did not chart, or albums not released in a particular territory. |                                   |                                       |                |                      |                      |                      |                                       |

### Live
| Year                                                                                     | Title                                                       | Release Date  | Label                              | Peak chart positions | Peak chart positions | Peak chart positions | Certifications (sales thresholds) |
| Year                                                                                     | Title                                                       | Release Date  | Label                              | US                   | UK                   | FR                   | Certifications (sales thresholds) |
| ---------------------------------------------------------------------------------------- | ----------------------------------------------------------- | ------------- | ---------------------------------- | -------------------- | -------------------- | -------------------- | --------------------------------- |
| 1974                                                                                     | Rock 'n' Roll Animal                                        | February 1974 | RCA Records                        | 45                   | 26                   | —                    | - USA: Gold - FR: Gold            |
| 1975                                                                                     | Lou Reed Live                                               | March 1975    | RCA Records                        | 62                   | —                    | 17                   |                                   |
| 1978                                                                                     | Live: Take No Prisoners                                     | November 1978 | Arista Records                     | —                    | —                    | —                    |                                   |
| 1984                                                                                     | Live in Italy                                               | January 1984  | RCA Records                        | —                    | —                    | 30                   |                                   |
| 1996                                                                                     | Live in Concert (reissue of Live in Italy)                  | 1996          | RCA Records                        | —                    | —                    | —                    |                                   |
| 1998                                                                                     | Perfect Night: Live in London                               | April 1998    | Sire Records                       | —                    | 102                  | 56                   |                                   |
| 2001                                                                                     | American Poet                                               | June 2001     | Pilot Records                      | —                    | —                    | —                    |                                   |
| 2004                                                                                     | Animal Serenade                                             | March 2004    | RCA Records                        | —                    | —                    | 157                  |                                   |
| 2004                                                                                     | Le Bataclan '72 - with John Cale and Nico                   | October 2004  | Dynamic                            | —                    | —                    | —                    |                                   |
| 2008                                                                                     | The Stone: Issue Three - with John Zorn and Laurie Anderson | April 2008    | Tzadik Records                     | —                    | —                    | —                    |                                   |
| 2008                                                                                     | Berlin: Live at St. Ann's Warehouse                         | November 2008 | Matador Records                    | —                    | —                    | 144                  |                                   |
| 2008                                                                                     | The Creation of the Universe                                | December 2008 | Best Seat in the House Productions | —                    | —                    | —                    |                                   |
| "—" denotes albums that did not chart, or albums not released in a particular territory. |                                                             |               |                                    |                      |                      |                      |                                   |

### Compilation
| Year                                                                                     | Title                                                  | Release Date       | Label          | Peak chart positions | Peak chart positions | Peak chart positions | Certifications (sales thresholds) |
| Year                                                                                     | Title                                                  | Release Date       | Label          | US                   | UK                   | FR                   | Certifications (sales thresholds) |
| ---------------------------------------------------------------------------------------- | ------------------------------------------------------ | ------------------ | -------------- | -------------------- | -------------------- | -------------------- | --------------------------------- |
| 1977                                                                                     | Walk on the Wild Side: The Best of Lou Reed            | 1977               | RCA Records    | 156                  | 144                  | —                    |                                   |
| 1980                                                                                     | Rock and Roll Diary: 1967–1980                         | 1980               | Arista Records | 178                  | —                    | —                    |                                   |
| 1985                                                                                     | City Lights                                            | 1985               | Arista Records | —                    | —                    | —                    |                                   |
| 1989                                                                                     | Retro                                                  | 1989, 1998         | Sony Records   | —                    | 29                   | —                    | - UK: Silver                      |
| 1992                                                                                     | Between Thought and Expression: The Lou Reed Anthology | 1992               | —              | —                    | —                    |                      |                                   |
| 1992                                                                                     | Walk on the Wild Side & Other Hits                     | March 1992         | RCA Records    | —                    | —                    | —                    |                                   |
| 1995                                                                                     | The Best of Lou Reed & The Velvet Underground          | 1995               | Global TV      | —                    | 56                   | —                    | - UK: Silver                      |
| 1996                                                                                     | Different Times: Lou Reed in the '70s                  | May 1996           | RCA Records    | —                    | —                    | —                    |                                   |
| 1997                                                                                     | Perfect Day                                            | October 1997       | Sony Records   | —                    | —                    | —                    |                                   |
| 1999                                                                                     | The Definitive Collection                              | August 1999        | Arista Records | —                    | —                    | —                    |                                   |
| 2000                                                                                     | The Very Best of Lou Reed                              | May 2000           | Sony Records   | —                    | 94                   | —                    | - UK: Silver                      |
| 2002                                                                                     | Legendary Lou Reed                                     | July 2002          | BMG Records    | —                    | —                    | —                    |                                   |
| 2003                                                                                     | NYC Man (The Ultimate Collection 1967–2003)            | June 2003          | RCA Records    | —                    | 31                   | 16                   |                                   |
| 2004                                                                                     | NYC Man: Greatest Hits                                 | August 2004        | BMG Records    | —                    | 43                   | —                    |                                   |
| 2011                                                                                     | The Essential Lou Reed                                 | September 13, 2011 | RCA Records    | 155                  | —                    | —                    |                                   |
| "—" denotes albums that did not chart, or albums not released in a particular territory. |                                                        |                    |                |                      |                      |                      |                                   |

## Singoli
| Year                                                                                       | Title                                                   | Peak chart positions | Peak chart positions | Album                                      |
| Year                                                                                       | Title                                                   | US                   | UK                   | Album                                      |
| ------------------------------------------------------------------------------------------ | ------------------------------------------------------- | -------------------- | -------------------- | ------------------------------------------ |
| 1972                                                                                       | "I Can't Stand It"                                      | —                    | —                    | Lou Reed                                   |
| 1972                                                                                       | "Walk and Talk It"                                      | —                    | —                    | Lou Reed                                   |
| 1972                                                                                       | "Walk on the Wild Side"                                 | 16                   | 10                   | Transformer                                |
| 1973                                                                                       | "Satellite of Love"                                     | 119                  | 51                   | Transformer                                |
| 1973                                                                                       | "Vicious"                                               | —                    | —                    | Transformer                                |
| 1973                                                                                       | "How Do You Think It Feels"                             | —                    | —                    | Berlin                                     |
| 1974                                                                                       | "Caroline Says"                                         | —                    | —                    | Berlin                                     |
| 1974                                                                                       | "Sweet Jane"                                            | —                    | —                    | Rock 'n' Roll Animal                       |
| 1974                                                                                       | "Sally Can't Dance"                                     | 103                  | —                    | Sally Can't Dance                          |
| 1976                                                                                       | "Charley's Girl"                                        | —                    | —                    | Coney Island Baby                          |
| 1976                                                                                       | "Crazy Feeling"                                         | —                    | —                    | Coney Island Baby                          |
| 1976                                                                                       | "I Believe In Love"                                     | —                    | —                    | Rock and Roll Heart                        |
| 1977                                                                                       | "Chooser and the Chosen One"                            | —                    | —                    | Rock and Roll Heart                        |
| 1977                                                                                       | "Rock and Roll Heart"                                   | —                    | —                    | Rock and Roll Heart                        |
| 1978                                                                                       | "Street Hassle"                                         | —                    | —                    | Street Hassle                              |
| 1979                                                                                       | "Disco Mystic"                                          | —                    | —                    | The Bells                                  |
| 1979                                                                                       | "City Lights"                                           | —                    | —                    | The Bells                                  |
| 1980                                                                                       | "The Power of Positive Drinking"                        | —                    | —                    | Growing Up in Public                       |
| 1982                                                                                       | "The Blue Mask"                                         | —                    | —                    | The Blue Mask                              |
| 1982                                                                                       | "Women"                                                 | —                    | —                    | The Blue Mask                              |
| 1983                                                                                       | "Don't Talk to Me About Work"                           | —                    | —                    | Legendary Hearts                           |
| 1983                                                                                       | "Martial Law"                                           | —                    | —                    | Legendary Hearts                           |
| 1984                                                                                       | "High in the City"                                      | —                    | —                    | New Sensations                             |
| 1984                                                                                       | "My Red Joystick"                                       | —                    | —                    | New Sensations                             |
| 1984                                                                                       | "I Love You, Suzanne"                                   | —                    | 78                   | New Sensations                             |
| 1985                                                                                       | "My Love Is Chemical"                                   | —                    | —                    | White Nights                               |
| 1985                                                                                       | "September Song"                                        | —                    | —                    | Lost in the Stars: The Music of Kurt Weill |
| 1986                                                                                       | "The Original Wrapper"                                  | —                    | —                    | Mistrial                                   |
| 1986                                                                                       | "No Money Down"                                         | —                    | —                    | Mistrial                                   |
| 1989                                                                                       | "Busload of Faith"                                      | —                    | —                    | New York                                   |
| 1989                                                                                       | "Romeo Had Juliette"                                    | —                    | —                    | New York                                   |
| 1989                                                                                       | "Dirty Blvd."                                           | —                    | —                    | New York                                   |
| 1992                                                                                       | "Sword of Damocles"                                     | —                    | —                    | Magic and Loss                             |
| 1992                                                                                       | "What's Good"                                           | —                    | —                    | Magic and Loss                             |
| 1996                                                                                       | "Adventurer"                                            | —                    | —                    | Set the Twilight Reeling                   |
| 1996                                                                                       | "NYC Man"                                               | —                    | —                    | Set the Twilight Reeling                   |
| 1996                                                                                       | "Hookywooky"                                            | —                    | —                    | Set the Twilight Reeling                   |
| 1997                                                                                       | "Perfect Day" (as part of Artists for Children in Need) | —                    | 1                    | Non-album single                           |
| 2000                                                                                       | "Future Farmers of America"                             | —                    | —                    | Ecstasy                                    |
| 2000                                                                                       | "Modern Dance"                                          | —                    | —                    | Ecstasy                                    |
| 2000                                                                                       | "Paranoia Key of E"                                     | —                    | —                    | Ecstasy                                    |
| 2002                                                                                       | "Who Am I? (Tripitena's Song)"                          | —                    | —                    | The Raven                                  |
| 2004                                                                                       | "Satellite of Love '04"                                 | —                    | 10                   | NYC Man: Greatest Hits                     |
| 2007                                                                                       | "Gravity"/"Safety Zone"                                 | —                    | —                    | Music Inspired by the Film Nanking         |
| 2007                                                                                       | "Tranquilize" (with The Killers)                        | —                    | 13                   | Sawdust                                    |
| 2011                                                                                       | "The View" (with Metallica)                             | —                    | —                    | Lulu                                       |
| "—" denotes singles that did not chart, or singles not released in a particular territory. |                                                         |                      |                      |                                            |

## Video album
| Year | Video details                                                                                     |
| ---- | ------------------------------------------------------------------------------------------------- |
| 1991 | A Night with Lou Reed - Distributor: Image Entertainment - Format: VHS                            |
| 1992 | Magic and Loss Live in Concert - Distributor: Sire Records - Format: VHS                          |
| 1992 | Coney Island Baby: Live in Jersey - Distributor: Lionsgate Home Entertainment - Format: VHS       |
| 2005 | Lou Reed: Spanish Fly - Distributor: Sanctuary Records Group - Format: DVD                        |
| 2008 | Berlin: Live at St. Ann's Warehouse - Distributor: Third Rail Releasing - Format: Theatrical, DVD |

## Video musicali
| Year | Title                            | Director(s)         | Ref. |
| ---- | -------------------------------- | ------------------- | ---- |
| 1982 | "Women"                          |                     |      |
| 1983 | "Legendary Hearts"               |                     |      |
| 1983 | "Don't Talk to Me About Work"    |                     |      |
| 1984 | "I Love You, Suzanne"            |                     |      |
| 1984 | "My Red Joystick"                |                     |      |
| 1986 | "The Original Wrapper"           | Zbigniew Rybczyński |      |
| 1986 | "No Money Down"                  | Godley and Creme    |      |
| 1989 | "Bus Load of Faith"              |                     |      |
| 1990 | "Work" (with John Cale)          |                     |      |
| 1992 | "What's Good"                    | Matt Mahurin        |      |
| 1996 | "Hookywooky"                     | Matt Mahurin        |      |
| 2000 | "Ecstasy"                        | Michele Civetta     |      |
| 2000 | "Modern Dance"                   | Stefan Sagmeister   |      |
| 2003 | "NYC Man"                        |                     |      |
| 2007 | "Tranquilize" (with The Killers) | Anthony Mandler     |      |
| 2011 | "The View" (with Metallica)      | Darren Aronofsky    |      |

## Apparizioni in altri album

### Colonne sonore
| Year | Song(s)                              | Album                                            | Notes                                                        | Ref. |
| ---- | ------------------------------------ | ------------------------------------------------ | ------------------------------------------------------------ | ---- |
| 1983 | "Little Sister"                      | Get Crazy soundtrack                             |                                                              |      |
| 1983 | "My Name is Mok","Triumph"           | Rock & Rule soundtrack                           | Lou Reed was one of the singing voices for the character Mok |      |
| 1985 | "Hot Hips"                           | Perfect soundtrack                               |                                                              |      |
| 1985 | "My Love Is Chemical"                | White Nights soundtrack                          |                                                              |      |
| 1986 | "Soul Man" (with Samuel David Moore) | Soul Man soundtrack                              | Cover of Sam & Dave's 1967 song.                             |      |
| 1988 | "Something Happened"                 | Permanent Record soundtrack                      |                                                              |      |
| 1991 | "What's Good"                        | Until the End of the World soundtrack            | Earlier extended mix                                         |      |
| 1994 | "Why Can't I Be Good"                | Faraway, So Close! soundtrack                    |                                                              |      |
| 1995 | "You'll Know You Were Loved"         | Friends soundtrack                               |                                                              |      |
| 1997 | "This Magic Moment"                  | Lost Highway soundtrack                          |                                                              |      |
| 2003 | "America"                            | Legally Blonde 2: Red, White & Blonde soundtrack |                                                              |      |

### Album compilation di vari artisti
| Year | Song(s)                                      | Album                                                    | Notes                                                                        | Ref. |
| ---- | -------------------------------------------- | -------------------------------------------------------- | ---------------------------------------------------------------------------- | ---- |
| 1985 | "September Song"                             | Lost in the Stars: The Music of Kurt Weill               |                                                                              |      |
| 1993 | "Tarbelly and Featherfoot"                   | Sweet Relief: A Benefit for Victoria Williams            |                                                                              |      |
| 1993 | "Foot of Pride"                              | The 30th Anniversary Concert Celebration                 | Recorded live on October 16, 1992 at Madison Square Garden in New York City. |      |
| 1997 | "September Songs from Knickerbocker Holiday" | September Songs – The Music of Kurt Weill                |                                                                              |      |
| 2001 | "Set the Twilight Reeling" (Live)            | The Best of Sessions at West 54th                        |                                                                              |      |
| 2006 | "Perfect Day" (Live), "Vicious" (Live)       | The Bridge School Collection, Vol.1                      |                                                                              |      |
| 2006 | "See That My Grave Is Kept Clean" (Live)     | The Harry Smith Project Live, Vol. 2                     |                                                                              |      |
| 2006 | "Leave Her Johnny"                           | Rogue's Gallery: Pirate Ballads, Sea Songs, and Chanteys |                                                                              |      |
| 2011 | "The Debt I Owe"                             | Note of Hope - A Celebration of Woody Guthrie            |                                                                              |      |
| 2011 | "Peggy Sue"                                  | Rave On Buddy Holly                                      |                                                                              |      |
| 2011 | "Sweet Jane" (Live) (with Soul Asylum)       | Rock and Roll Hall of Fame, Vol. 3: 1995 (Live)          |                                                                              |      |
| 2013 | "Solsbury Hill"                              | And I'll Scratch Yours                                   | A response to Peter Gabriel's cover of "The Power of the Heart".             |      |

### Apparizioni come ospite speciale
| Year | Album                                | Artist                                    | Details                                                                               | Ref. |
| ---- | ------------------------------------ | ----------------------------------------- | ------------------------------------------------------------------------------------- | ---- |
| 1988 | Boom Boom Chi Boom Boom              | Tom Tom Club                              | Backing vocals ("Femme Fatale")                                                       |      |
| 1988 | Nothing But the Truth                | Rubén Blades                              | Guest vocals ("Hopes on Hold," "Letters to the Vatican," "The Calm Before the Storm") |      |
| 1989 | Yo Frankie                           | Dion DiMucci                              |                                                                                       |      |
| 1989 | Street Fighting Years                | Simple Minds                              | Guest vocals ("This Is Your Land")                                                    |      |
| 1991 | I Spent a Week There the Other Night | Maureen Tucker                            |                                                                                       |      |
| 1992 | I Still Believe in You               | Vince Gill                                |                                                                                       |      |
| 1994 | A Date with The Smithereens          | The Smithereens                           | Guest vocals ("Point of No Return", "Long Way Back Again")                            |      |
| 1994 | Greetings from the Gutter            | David A. Stewart                          |                                                                                       |      |
| 1998 | Music for Children                   | John Zorn                                 | Guest vocals ("Cycles Du Nord")                                                       |      |
| 2002 | Hitting the Ground                   | Gordon Gano                               | Guest vocals ("Catch 'Em In the Act")                                                 |      |
| 2002 | No Regrets                           | Jamie Richards                            |                                                                                       |      |
| 2005 | No Balance Palace                    | Kashmir                                   | Guest vocals ("Black Building")                                                       |      |
| 2005 | I Am a Bird Now                      | Antony and the Johnsons                   | Guest vocals ("Fistful of Love")                                                      |      |
| 2006 | I Will Break Your Fall               | Fernando Saunders                         | Guest vocals, guitar, writer ("Baton Rouge")                                          |      |
| 2006 | Intersections 1985–2005              | Bruce Hornsby                             | Guest vocals ("The Mighty Quinn")                                                     |      |
| 2006 | A Portrait of Howard                 | Howard Tate                               | Guest vocals ("How Do You Think It Feels")                                            |      |
| 2007 | Sawdust                              | The Killers                               | Guest vocals ("Tranquilize")                                                          |      |
| 2007 | The Family Album                     | Lucibel Crater                            | Guest vocals ("Threadbare Funeral")                                                   |      |
| 2008 | Recitement                           | Stephen Emmer                             | Guest vocals ("Passengers")                                                           |      |
| 2009 | Solid Ground                         | Sara Wasserman (Rob Wasserman's daughter) | Guest vocals ("Need To Know")                                                         |      |
| 2009 | Havana Winter                        | Kevin Hearn and Thin Buckle               | Guest vocals ("Coma", "In The Shade", "Helicopter in the Sand")                       |      |
| 2010 | Plastic Beach                        | Gorillaz                                  | Guest vocals ("Some Kind of Nature")                                                  |      |
| 2011 | The Road from Memphis                | Booker T. Jones                           | Guest vocals ("The Bronx")                                                            |      |
| 2012 | Synthetica                           | Metric                                    | Guest vocals ("The Wanderlust")                                                       |      |